# Leioproctus rubicundus
Leioproctus rubicundus (лат.) — вид пчёл рода Leioproctus из семейства Colletidae. Австралия.

## Описание
Мелкие пчёлы (длина тела около 5 мм) с опушением из светлых волосков (тело чёрное, тергиты спереди ярко-оранжевые, сзади полупрозрачные). От близких видов отличаются следующими признаками: межглазничная область матовая, тергиты T2–4 без перевязи волосков как спереди, так и по заднему краям, есть только полуотстоящие отдельные волоски, клипеус плотно пунктированный, тергит T1 матовый и плотно пунктированный, тергиты T2-4 без перевязи волосков по переднему краю, базитибиальная пластинка округлённая. Крылья с 2 субмаргинальными ячейками, клипеус выпуклый (также как и надклипеальная область), скапус усиков короткий и не достигает среднего оцеллия, длинная югальная лопасть заднего крыла, то есть простирающаяся значительно ниже уровня cu-v. Среди посещаемых растений: Thryptomene tuberculate (Myrtacea). Гнездятся в песчаной и глинистой почве. Включен в состав подрода Colletellus Michener, 1965 (подсемейство Neopasiphaeinae). Вид был впервые описан в 2018 году австралийским энтомологом Remko Leijs (South Australian Museum, Аделаида, Австралия).